# Кесслер, Марта Андреевна
Ма́рта Андре́евна Ке́сслер, урождённая Тимофе́ева (род. 8 августа 2009, Москва, Россия) — российская актриса кино и телевидения, модель. К февралю 2019 года снялась в 47 художественных фильмах и телесериалах.

## Биография
Родилась 8 августа 2009 года в Москве. Мать — балерина Большого театра Анна Ребецкая (род. 1977), отец — музыкант военного оркестра Андрей Тимофеев (род. 1978). Тимофеева с детства бывала за кулисами Большого театра, ездила на гастроли с матерью, видела её спектакли. Первый раз она снялась в рекламном ролике подгузников, когда ей было всего несколько месяцев. По другой версии, также рассказанной родителями Кесслер, они сделали на память фотосессию с дочерью, а фотограф предложила отправить снимки знакомому агенту. После этого Тимофееву впервые пригласили на съёмку обложки журнала. До трёх лет она снималась только в рекламе. В три года её впервые пригласили на одну из двух главных ролей в короткометражный художественный фильм «Тыква». Позже в картине «Он — дракон» Марта сыграла эпизодическую роль дочери главных героев.
В возрасте шести лет Кесслер впервые снялась в одной из трёх главных ролей в полнометражном фильме режиссёра Константина Худякова по сценарию Ивана Охлобыстина «Мотылёк». Она сыграла маленькую «потерянную душу» — девочку, которая заставляет задуматься над смыслом жизни других персонажей фильма. Марта удивила съёмочную группу, требуя всё новые и новые дубли неудачно снятых, по её мнению, сцен.
В 2018 году Кесслер сыграла эпизодическую роль в триллере американского режиссёра Томми Бертелсена «Добро пожаловать в Мерси» (англ. «Welcome to Mercy», фильм также известен под названием англ. «Beatus»). Режиссёр назвал игру Кесслер «впечатляющей». В мае 2019 года на XXVII Всероссийском фестивале «Виват, кино России!» состоялась премьера художественного фильма режиссёра Александра Галибина «Сестрёнка», где Марта Кесслер вновь сыграла главную роль. Газета «Вечерний Санкт-Петербург» охарактеризовала её персонаж как «девочку с огромными глазами цвета неба», в которых «отражается ужас войны». Режиссёр рассказывал, что ставил задачу раскрыть природу юных артистов, а не научить их играть, пытался поставить их в ситуацию, где играть не требуется, чтобы «зритель видел уникальных девочку и мальчика, а не артистов».
Актриса активно снимается в телесериалах. В сериале 2019 года «Секта» она сыграла дочь главной героини, одарённую особыми способностями, которая страдает от того, что мать не уделяет ей необходимого внимания и заботы. По словам Кесслер, режиссёр просил, чтобы она играла свою роль так, как чувствует, а после каждого съёмочного дня настаивал произносить одну и ту же фразу: «I’ll be the best actress in the world and I will get there» (рус. «Я буду лучшей актрисой в мире, и я добьюсь своего»). Тимофеева также сыграла роли в сериалах «Гоголь» (Василина), «Кровавая барыня» (садистка и серийная убийца Дарья Салтыкова в детстве), «Звоните ДиКаприо!» (Василиса) и других.
В качестве приглашённой актрисы в Государственном академическом Большом театре России Марта Кесслер играет главную роль в детском спектакле «Путеводитель по оркестру. Карнавал животных». Спектакль лауреата премии «Золотая маска» режиссёра Алексея Франдетти и дирижёра Антона Гришанина объединил «Путеводитель по оркестру для юных слушателей» («Вариации и фуга на тему Генри Пёрселла») Бенджамина Бриттена и «Карнавал животных» Камиля Сен-Санса. Марта Кесслер занимается в детской профессиональной тренинг-студии кино «Актёр». Интересы юной актрисы представляет актёрское агентство GM Consulting & Production.
В апреле 2020 года появилась информация, что Кесслер получила приглашение на съёмки в Голливуде. Она была утверждена на роль в сериале «Тайное общество мистера Бенедикта».
В июне 2021 года в СМИ появилась информация о съёмках Марты Тимофеевой в главной роли в фильме «Моя ужасная сестра». Режиссёром фильма стал Александр Галибин.
Сайт Пятого канала российского телевидения включил в 2020 году Марту Кесслер в топ-5 детей-актёров современной России. По данным актёрского агентства GM Production в феврале 2021 года девочка взяла сценический псевдоним Марта Кесслер.

## Личность актрисы
Мать рассказывала о дочери: «Марта с младенчества была очень эмоциональным ребёнком. Она с раннего детства притягивала к себе взгляды прохожих, внешность и энергетика у Марты такие, что люди к ней тянутся как мотыльки на свет». Марту узнают на улице прохожие, просят сделать селфи, а автограф иногда требуют написать прямо на руке, но мать характеризует её как скромную и застенчивую девочку. О подготовке к съёмкам в кругу семьи она рассказывала: «Мы всегда готовимся к этому заранее, читаем вместе сценарий, осмысливаем характер персонажа. Когда Марта приходит на съёмочную площадку, у неё уже есть представление о той истории, которую ей предстоит играть. Но, конечно, режиссёр — это тот, кого она слушает прежде всего, он может видеть по-другому». Чтобы девочка не пропускала школу, съёмки обычно назначают на выходные или после школы.
Тимофеева хорошо учится в школе, ходит в спортивный клуб и бассейн, увлекается спидкубингом, мечтает научиться играть на укулеле, любит кататься на коньках. Также она увлекается шитьём и рисованием на планшете. Любит аниме Хаяо Миядзаки, советские мультфильмы и сериалы, фильмы «Мио, мой Мио», «Сказка странствий», «Бесконечная история».
Девочка мечтает о карьере актрисы и собирается поступать в Театральный институт имени Бориса Щукина. В интервью газете «Комсомольская правда» Тимофеева отметила, что собирается быть театральной актрисой. Кесслер заявляла, что мечтает о доме в Лос-Анджелесе «с семью кошками и бассейном на крыше… и феньком», а также сниматься в американских фильмах, наряду с российскими. Ей нравятся Битлз, Дэвид Боуи, Билли Айлиш и фильм «Инопланетянин».

## Избранная фильмография
| Год  | Название фильма                     | Роль                            |
| ---- | ----------------------------------- | ------------------------------- |
| 2013 | «Тыква»                             | дочь                            |
| 2015 | «Он — дракон»                       | дочь Миры и Армана              |
| 2016 | «Дед Мороз. Битва магов»            | Маша Петрова в детстве          |
| 2017 | «Чернобыль. Зона отчуждения»        | Юля, дочь Виталия Сорокина      |
| 2017 | «Гоголь. Начало»                    | Василина, дочь кузнеца Вакулы   |
| 2017 | «Время первых»                      | Виктория, дочь Алексея Леонова  |
| 2017 | «Оптимисты»                         | Аня, дочь Григория Бирюкова     |
| 2017 | «Психологини»                       | Ксюша, дочь Виктории Покровской |
| 2017 | «Мотылёк»                           | Катя                            |
| 2017 | «Неизвестный»                       | Полина                          |
| 2018 | «Кровавая барыня»                   | Дарья Салтыкова в детстве       |
| 2018 | «Гоголь. Вий»                       | Василина, дочь кузнеца Вакулы   |
| 2018 | «Другие»                            | Лидочка в детстве               |
| 2018 | «Гоголь. Страшная месть»            | Василина, дочь кузнеца Вакулы   |
| 2018 | «Звоните ДиКаприо!»                 | Василиса, дочь Льва и Марины    |
| 2018 | «Русалки»                           | Юля Тихонова                    |
| 2019 | «Сестрёнка»                         | Оксана                          |
| 2019 | «Секта»                             | Кира                            |
| 2019 | «Эбигейл»                           | Эбигейл Фостер в детстве        |
| 2019 | «Союз спасения»                     | Варя, дочь Кондратия Рылеева    |
| 2020 | «Филатов»                           | Полина, дочь Андрея Филатова    |
| 2020 | «Яга. Кошмар тёмного леса»          | Сета                            |
| 2020 | «Вратарь Галактики»                 | девочка с респиратором          |
| 2020 | «Выжить»                            | молодая Джейн                   |
| 2020 | «Последний богатырь: Корень зла»    | Варвара в детстве               |
| 2020 | «Метод 2»                           | Тася, дочь Дёминой              |
| 2021 | «Ряд 19»                            | Диана                           |
| 2021 | «Тайное общество мистера Бенедикта» | Констанс Контрейр               |
| 2022 | «Союз Спасения. Время гнева»        | Варя, дочь Кондратия Рылеева    |
| 2022 | «Артек. Большое путешествие»        | Ирина Осипова в детстве         |
| 2022 | «Моя ужасная сестра»                | Лена                            |